# 能源政策
能源政策是給定實體(需要進一步翻譯，原文為given entity)(通常是政府）決定解決能源開發問題的方式，包括能量轉換，資源分配和資源使用。 能源政策的屬性可能包括立法，國際條約，投資激勵措施，節能倡議，稅收準則和其他公共政策。 能源是現代經濟的核心組成部分之一。 工業生產不僅需要勞動力和資本，而且還需要能源，能源被用於製造、運輸、通訊、農業等。 能源以不同的物理單位測量：液體燃料使用桶或加侖，天然氣使用立方英尺，煤使用 短噸，電量使用千瓦和千瓦時。

## 背景
關於能源政策，應強調在全球範圍內以生態能源為導向的解決全球變暖和氣候變化問題的政策的重要性。
儘管研究仍在進行中，能源使用的“人為因素”中，對企業，公用事業和政策制定者的研究越來越多。 利用社會科學獲得有關能源的消費者行為的見解，可以使決策者能夠對大範圍的氣候和能源選擇做出更好的決策。 這可以促進更高效的能源使用和可再生能源商業化，並使碳排放減少。 獲得能源對於滿足基本的社會需求（例如照明，取暖，烹飪和醫療保健）也至關重要。 結果，能源價格直接影響工作、經濟生產力、商業競爭力以及商品和服務的成本。

## 私人能源政策
私人能源政策是指公司內部的能源政策。 在2019年，一些公司“致力於在其運營和生產鏈中設定有關氣候的標準，以將全球溫度上升幅度限制在比工業化前高1.5°C，並在2050年之前達到零排放”。

## 國家能源政策

### 用於製定能源政策的措施

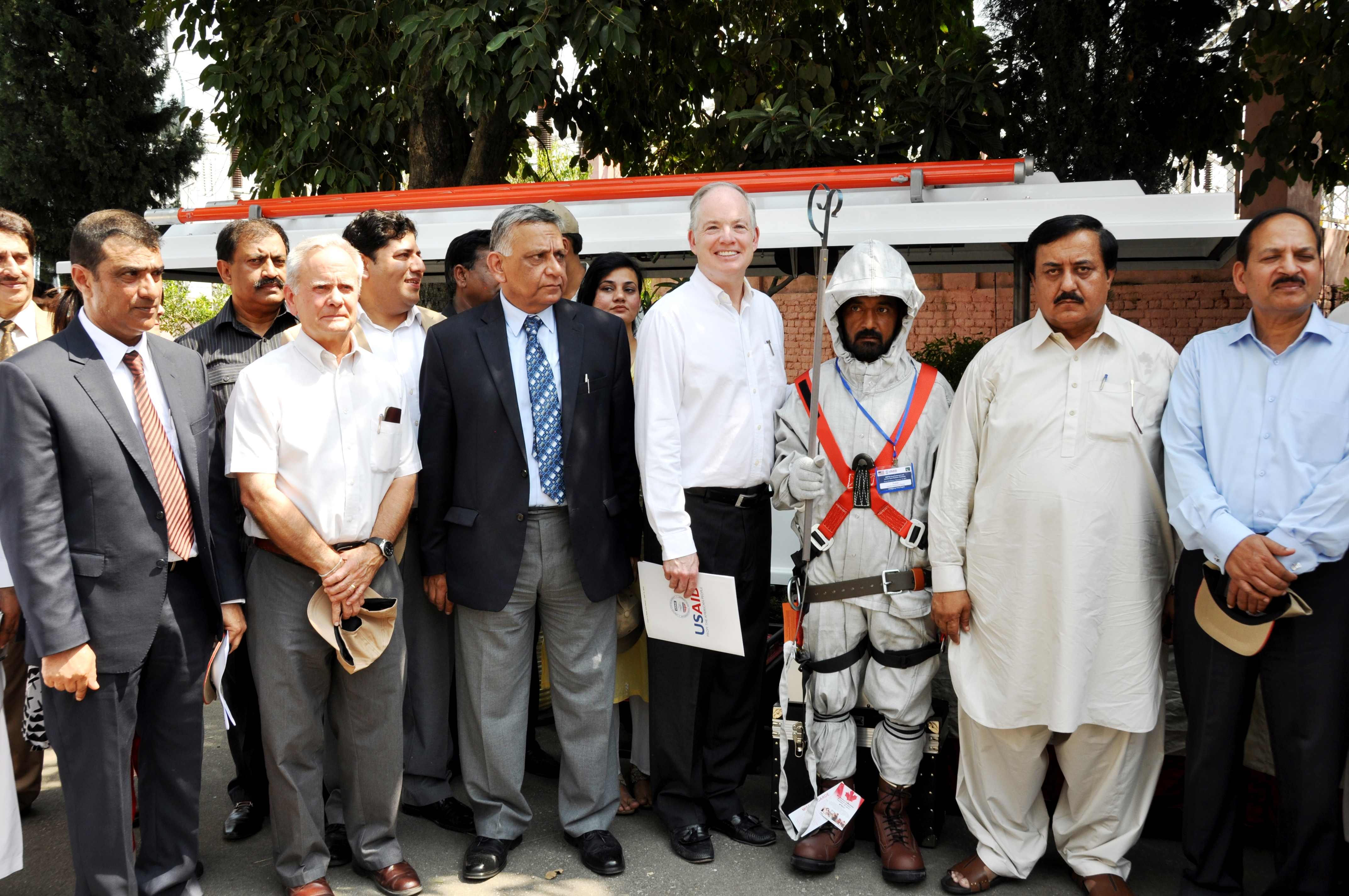
美國國際開發署駐巴基斯坦執行主任約翰·格羅克（John Groarke）與現場直播的能源政策計劃培訓師合影(2015年9月)

國家能源政策包括涉及該國法律，條約和機構指令的一系列措施。主權國家的能源政策可能包括以下一項或多項措施：
- 關於能源規劃，能源生產，傳輸和使用的國家政策聲明
- 制定關於商業能源活動（交易、運輸、儲存等）的法律
- 修改能源使用的法規，例如能源使用效率標準，排放標準
- 向公眾公開國有能源部門資產和組織
- 積極參與，協調和激勵礦產燃料勘探（見地質調查）和其他與能源有關的研究與發展政策司令部
- 與能源產品和服務（稅收，免稅額，補貼有關的財政政策 ...
- 能源安全和國際政策措施，例如：
  - 國際能源部門條約和聯盟，
  - 一般國際貿易協定，
  - 與能源豐富國家的特殊關係，包括軍事佔領或統治。

通常，能源政策的主要問題是供給與需求不匹配的風險（請參閱：能源危機）。 當前的能源政策還處理環境問題（請參閱：氣候變化），由於需要使全球目標和國際規則與國內需求和法律相協調，因此特別具有挑戰性。 一些政府规定了明确的能源政策，但无论是否公開，每个政府都或多或少地实行某种类型的能源政策。政府和政府机构可以使用经济和能源模型作为咨詢和分析工具。

### 能源政策中的因素
國家能源政策中，無論使用哪種措施來製定最終的政策，都自然包含許多考慮因素。能源政策固有的主要考慮因素有：
- 這個國家的能源自給程度是多少
- 未來的能源來源
- 未來的能源消耗方式（例如部門之間）
- 忍受能源匱乏的人口比例是多少
- 未來能源強度的目標是什麼，所消耗的能源與GDP的比率
- 配電可靠性的可靠性標準是什麼
- 可承受並預測哪些環境外部因素
- 預測哪種形式的“移動能源”（例如，汽車燃料來源）
- 如何鼓勵高能效的硬件（例如混合動力汽車，家用電器）
- 國家政策如何推動省，州和市的職能
- 實施具體政策有哪些具體機制（例如稅收，激勵措施，製造標準）

- 對國家安全和外交政策的未來後果[5]

## 州，省或市的能源政策
即使在一個州內，也應多方討論能源政策。 有影響力的實體，例如市政府或地區政府和能源行業，將各自執行政策。 這些實體可利用的政策措施有較少的控制權力，但對國家措施可能同樣重要。 實際上，某些對能源政策至關重要的活動實際上是無法在國家一級進行管理的，例如在建築施工過程中監視節能做法，這些活動通常由州和地區的建築規範約束。